# جان دادسون
جان دادسون (انگلیسی: John Dodson؛ زادهٔ ۲۶ سپتامبر ۱۹۸۴) ورزشکار هنرهای رزمی ترکیبی اهل ایالات متحده آمریکا است. وی از سال ۲۰۰۲ میلادی تاکنون مشغول فعالیت بوده‌است.